# 호몰로지 차원
환론과 호몰로지 대수학에서 호몰로지 차원(homology次元, 영어: homological dimension)은 환 및 그 가군 위에 정의될 수 있는 일련의 정수 값 차원들이다.

## 정의
아래 정의에서, 항상
{\displaystyle \sup \varnothing =-\infty }
{\displaystyle \inf \varnothing =+\infty }
로 놓는다.

### 함자의 차원
두 아벨 범주 {\displaystyle {\mathcal {A}}}, {\displaystyle {\mathcal {B}}} 사이의 가법 함자
{\displaystyle F\colon {\mathcal {A}}\to {\mathcal {B}}}
가 주어졌다고 하자.
만약 {\displaystyle {\mathcal {A}}}가 단사 대상을 충분히 가지는 범주일 때, {\displaystyle F}의 코호몰로지 차원(cohomology次元, 영어: cohomological dimension)은 다음과 같다.:394, Definition 10.5.10
{\displaystyle \operatorname {cohd} F=\sup\{n\in \mathbb {N} \colon \operatorname {R} ^{n}F(A)=0\qquad \forall A\in {\mathcal {A}}\}\in \mathbb {N} \sqcup \{-\infty ,+\infty \}}
여기서 {\displaystyle \operatorname {R} ^{n}}은 {\displaystyle n}차 오른쪽 유도 함자를 뜻한다.
만약 {\displaystyle F=0}이라면 {\displaystyle \operatorname {cohd} F=-\infty }이다.
만약 {\displaystyle {\mathcal {A}}}가 사영 대상을 충분히 가지는 범주일 때, {\displaystyle F}의 호몰로지 차원(homology次元,영어: homological dimension)은 다음과 같다.:394, Definition 10.5.10
{\displaystyle \operatorname {hd} F=\sup\{n\in \mathbb {N} \colon \operatorname {L} _{n}F(A)=0\qquad \forall A\in {\mathcal {A}}\}\in \mathbb {N} \sqcup \{-\infty ,+\infty \}}
여기서 {\displaystyle \operatorname {L} _{n}}은 {\displaystyle n}차 왼쪽 유도 함자를 뜻한다.
만약 {\displaystyle F=0}이라면 {\displaystyle \operatorname {hd} F=-\infty }이다.

### 아벨 범주의 대상(가군)의 차원
Ext 함자 및 Tor 함자는 유도 함자의 특수한 경우이다. 이들을 사용하여, 아벨 범주의 대상에 대하여 여러 차원들을 정의할 수 있다.

#### 사영 차원
아벨 범주 {\displaystyle {\mathcal {C}}}의 대상 {\displaystyle M\in {\mathcal {A}}}의 사영 차원(射影次元, 영어: projective dimension)
{\displaystyle \operatorname {pd} _{\mathcal {C}}M\in \mathbb {Z} ^{+}\cup \{0,-\infty ,+\infty \}}
은 다음과 같다.
{\displaystyle \operatorname {pd} _{\mathcal {C}}M=\sup _{N\in {\mathcal {C}}}\{n\colon \operatorname {Ext} _{\mathcal {C}}^{n}(M,N)\neq 0\}}
여기서 {\displaystyle \sup _{N\in {\mathcal {C}}}}은 모든 대상 {\displaystyle N\in {\mathcal {A}}}에 대한 상한이며, {\displaystyle \operatorname {Ext} _{\mathcal {C}}^{n}}는 Ext 함자이다.
만약 {\displaystyle {\mathcal {A}}}가 사영 대상을 충분히 가지는 범주라면, 이는 다음과 같이 정의할 수도 있다.
- {\displaystyle \operatorname {pd} _{\mathcal {C}}M}은 {\displaystyle M}의 사영 분해(영어: projective resolution) {\displaystyle 0\to P_{n}\to P_{n-1}\to \cdots \to P_{0}\to M\to 0} 의 길이 {\displaystyle n}들의 하한이다.
- {\displaystyle \operatorname {pd} _{\mathcal {C}}M=\operatorname {cohd} \hom _{\mathcal {C}}(M,-)}

특히, 영 대상 {\displaystyle 0\in {\mathcal {C}}}의 사영 차원은 {\displaystyle -\infty }이다.

#### 단사 차원
아벨 범주 {\displaystyle {\mathcal {C}}}의 대상 {\displaystyle N\in {\mathcal {A}}}의 단사 차원(單射次元, 영어: injective dimension)
{\displaystyle \operatorname {id} _{\mathcal {C}}N\in \mathbb {Z} ^{+}\cup \{0,-\infty ,+\infty \}}
은 다음과 같다.
{\displaystyle \operatorname {id} _{\mathcal {C}}N=\sup _{M\in {\mathcal {C}}}\{n\colon \operatorname {Ext} _{\mathcal {C}}^{n}(M,N)\neq 0\}}
만약 {\displaystyle {\mathcal {A}}}가 단사 대상을 충분히 가지는 범주라면, 이는 다음과 같이 정의할 수도 있다.
- {\displaystyle \operatorname {pd} _{\mathcal {C}}N}은 {\displaystyle M}의 단사 분해(영어: injective resolution) {\displaystyle 0\rightarrow Q_{n}\rightarrow Q_{n-1}\rightarrow \cdots \rightarrow Q_{0}\rightarrow N\to 0}의 길이 {\displaystyle n}들의 하한이다.
- {\displaystyle \operatorname {pd} _{\mathcal {C}}N=\operatorname {hd} \hom _{\mathcal {C}}(-,N)}

특히, 영 대상 {\displaystyle 0\in {\mathcal {C}}}의 단사 차원은 {\displaystyle -\infty }이다.

#### 평탄 차원
환 {\displaystyle R} 위의 오른쪽 가군 {\displaystyle M_{R}}의 평탄 차원(平坦次元, 영어: flat dimension) 또는 약한 차원(弱-次元, 영어: weak dimension)은 다음과 같다.
{\displaystyle \operatorname {fd} _{R}M=\sup _{N\in {}_{R}\operatorname {Mod} }\{\operatorname {Tor} _{n}^{R}(M,N)\neq 0\}}
마찬가지로, {\displaystyle R} 위의 왼쪽 가군 {\displaystyle _{R}N}의 평탄 차원 또는 약한 차원은 다음과 같다.
{\displaystyle \operatorname {fd} _{R}N=\sup _{M\in \operatorname {Mod} _{R}}\{\operatorname {Tor} _{n}^{R}(M,N)\neq 0\}}
이는 {\displaystyle M} 또는 {\displaystyle N}의, 평탄 가군으로 구성된 분해의 길이들의 하한과 같다.

### 아벨 범주(환)의 차원
아벨 범주 {\displaystyle {\mathcal {C}}}의 대역 차원(大域次元, 영어: global dimension) {\displaystyle \operatorname {gd} {\mathcal {C}}}는 다음과 같다.
{\displaystyle \operatorname {gd} {\mathcal {C}}=\sup _{M,N\in {\mathcal {C}}}\{n\colon \operatorname {Ext} _{\mathcal {C}}^{n}(M,N)\neq 0\}=\sup _{M\in {\mathcal {C}}}\operatorname {cohd} (\hom _{\mathcal {C}}(M,-))=\sup _{N\in {\mathcal {C}}}\operatorname {cohd} (\hom _{\mathcal {C}}(-,N))}
만약 {\displaystyle {\mathcal {C}}}가 단사 대상을 충분히 가지는 범주라면, 이는 단사 차원의 상한과 같다.
{\displaystyle \operatorname {gd} {\mathcal {C}}=\sup _{M\in {\mathcal {C}}}\operatorname {id} _{R}M}
만약 {\displaystyle {\mathcal {C}}}가 사영 대상을 충분히 가지는 범주라면, 이는 사영 차원의 상한과 같다.
{\displaystyle \operatorname {gd} {\mathcal {C}}=\sup _{M\in {\mathcal {C}}}\operatorname {pd} _{R}M}
환 {\displaystyle R} 위의 왼쪽 가군들의 아벨 범주 {\displaystyle R{\text{-Mod}}}는 단사 대상을 충분히 가지는 범주이며 사영 대상을 충분히 가지는 범주이다. 또한, 환 {\displaystyle R} 위의 왼쪽 유한 생성 가군들의 아벨 범주 {\displaystyle R{\text{-fgMod}}}는 사영 대상을 충분히 가지는 범주이다. (그러나 이는 일반적으로 단사 대상을 충분히 가지는 범주이다.) 이 두 아벨 범주의 대역 차원은 일치하며, 이를
{\displaystyle R}의 왼쪽 대역 차원(영어: left global dimension)이라고 한다.
{\displaystyle \operatorname {gd_{L}} R=\operatorname {gd} R{\text{-Mod}}=\operatorname {gd} R{\text{-fgMod}}}
마찬가지로, (유한 생성) 오른쪽 가군들의 아벨 범주의 차원을 {\displaystyle R}의 오른쪽 대역 차원(영어: right global dimension이라고 한다.
{\displaystyle \operatorname {gd_{R}} R=\operatorname {gd} {\text{Mod-}}R=\operatorname {gd} {\text{fgMod-}}R=\operatorname {gd_{L}} R^{\operatorname {op} }}
가환환의 경우 물론 왼쪽 대역 차원과 오른쪽 대역 차원이 일치한다. (비가환) (양쪽) 뇌터 환의 경우 왼쪽 대역 차원과 오른쪽 대역 차원이 서로 일치한다. 그러나 이는 일반적인 비가환환에 대하여 성립하지 않는다.
환 {\displaystyle R}의 평탄 대역 차원(平坦大域次元, 영어: flat global dimension) 또는 약한 대역 차원(弱-大域次元, 영어: weak global dimension) {\displaystyle \operatorname {wgd} {\mathcal {C}}}는 다음과 같다.
{\displaystyle \operatorname {gd} {\mathcal {C}}=\sup _{M\in \operatorname {Mod} _{R},\,N\in {}_{R}\operatorname {Mod} }\{n\colon \operatorname {Tor} _{n}^{K}(M,N)\neq 0\}=\sup _{N\in {}_{R}\operatorname {Mod} }\operatorname {hd} (\otimes N)}
여기서 {\displaystyle \otimes N\colon \operatorname {Mod} _{R}\to \operatorname {Ab} }는 텐서곱 함자이다.
이 개념들 사이의 관계는 다음과 같다.
| 가군의 차원               | 사영 차원                 | 단사 차원                 | 평탄 차원                 |
| 차원을 계산하는 가군 분해 | 사영 가군 분해            | 단사 가군 분해            | 평탄 가군 분해            |
| 대응하는 대역 차원        | 대역 차원                 | 대역 차원                 | 평탄 대역 차원            |
| 함자                      | {\displaystyle \hom(M,-)} | {\displaystyle \hom(-,M)} | {\displaystyle \otimes M} |
| 유도 함자                 | Ext 함자                  | Ext 함자                  | Tor 함자                  |

## 성질

### 대역 차원
{\displaystyle R}가 (가환환이 아닐 수 있는) 뇌터 환이라면, 다음이 성립한다.
{\displaystyle \operatorname {gd_{L}} R=\operatorname {gd_{R}} R=\operatorname {fd} R}
{\displaystyle R}가 가환 뇌터 국소환이며, 그 극대 아이디얼이 {\displaystyle {\mathfrak {m}}}이라면, 다음이 성립한다.
{\displaystyle \operatorname {gd} R=\operatorname {pd} R/{\mathfrak {m}}}
가환 뇌터 국소환 {\displaystyle R}에 대하여, 다음 두 조건이 서로 동치이다.
- 대역 차원이 유한하다.
- 정칙 국소환이다.

또한, 가환 뇌터 정칙 국소환의 경우 대역 차원은 크룰 차원과 같다.

### 오슬랜더-북스바움 공식
{\displaystyle R}가 가환 뇌터 국소환이며, 그 극대 아이디얼이 {\displaystyle {\mathfrak {m}}}이며, {\displaystyle M}이 {\displaystyle R} 위의 유한 생성 아이디얼이며, 그 사영 차원이 유한하다고 하자. 그렇다면, 사영 차원과 가군의 깊이 사이에는 다음이 성립한다 (오슬랜더-북스바움 공식 영어: Auslander–Buchsbaum formula).:Theorem 3.7
{\displaystyle \operatorname {pd} _{R}M+\operatorname {depth} _{\mathfrak {m}}M=\operatorname {depth} _{\mathfrak {m}}R}

## 예

### 체
체 {\displaystyle K} 위의 가군은 벡터 공간 {\displaystyle V}이며, 이 경우 모든 가군이 단사 가군이자 사영 가군이다. 따라서, 양의 차원의 모든 벡터 공간의 사영 차원 · 단사 차원 · 평탄 차원이 0이다.
{\displaystyle \operatorname {pd} _{K}V=\operatorname {id} _{K}V=\operatorname {fd} _{K}V={\begin{cases}0&V\neq 0\\-\infty &V=0\end{cases}}}
따라서, 체의 대역 차원과 평탄 대역 차원은 항상 0이다.
{\displaystyle \operatorname {gd} K=\operatorname {fgd} K=0}
체는 가환 뇌터 정칙 국소환이므로, 체의 크룰 차원 역시 0이다. (이는 체의 스펙트럼이 한원소 공간이므로 자명하게 알 수 있다.)

### 주 아이디얼 정역
{\displaystyle R}가 주 아이디얼 정역이라고 하자. 그렇다면, 다음 두 정리가 성립한다.
- 주 아이디얼 정역 위의 자유 가군의 부분 가군은 항상 자유 가군이다.
따라서, 임의의 {\displaystyle R}-가군 {\displaystyle M}은 {\displaystyle M=F/G}와 같은 꼴({\displaystyle F}와 {\displaystyle G}는 자유 가군)로 표현될 수 있다.
- 주 아이디얼 정역 위의 모든 사영 가군은 자유 가군이다. (이는 유한 생성 가군 조건이 없이도 성립한다.)

이에 따라, 주 아이디얼 정역 위의 가군 {\displaystyle M}의 사영 차원과 평탄 차원은 다음과 같다.
|                            | 사영 차원 {\displaystyle \operatorname {pd} _{R}M} | 평탄 차원 {\displaystyle \operatorname {fd} _{R}M} |
| -------------------------- | -------------------------------------------------- | -------------------------------------------------- |
| 영가군 {\displaystyle 0}   | −∞                                                 | −∞                                                 |
| 영가군이 아닌 자유 가군    | 0                                                  | 0                                                  |
| 자유 가군이 아닌 평탄 가군 | 1                                                  | 0                                                  |
| 평탄 가군이 아닌 가군      | 1                                                  | 1                                                  |

특히, 체가 아닌 주 아이디얼 정역의 대역 차원은 1이다.
정수환 {\displaystyle \mathbb {Z} } 위의 가군은 아벨 군 {\displaystyle G}이다. 정수환 위의 사영 가군 및 평탄 가군은 자유 아벨 군이며, 정수환 위의 단사 가군은 나눗셈군이다.
마찬가지로, 대역 차원이 1이므로, 주 아이디얼 정역 위의 모든 가군의 단사 차원은 다음과 같다.
|                         | 단사 차원 {\displaystyle \operatorname {id} _{R}M} |
| ----------------------- | -------------------------------------------------- |
| 영가군                  | −∞                                                 |
| 영가군이 아닌 단사 가군 | 0                                                  |
| 단사 가군이 아닌 가군   | 1                                                  |

### 자명환
자명환 {\displaystyle 0} 위의 모든 가군은 자명군이다. 따라서, 그 대역 차원과 평탄 대역 차원은 {\displaystyle -\infty }이다.

### 다항식환
힐베르트 삭망 정리(Hilbert朔望定理, 영어: Hilbert’s syzygy theorem)에 따르면, {\displaystyle R}가 뇌터 가환환이며, 그 대역 차원이 유한하다면, {\displaystyle \operatorname {gd} R[x]=\operatorname {gd} R+1}이다.
뇌터 가환환 위의 다항식환은 물론 뇌터 가환환이므로, 이를 반복하면 다음을 얻는다.
{\displaystyle \operatorname {gd} R[x_{1},x_{2},\dotsc ,x_{n}]=\operatorname {gd} R+n}
특히, 체 {\displaystyle K} 위의 다항식환 {\displaystyle K[x_{1},\dots ,x_{n}]}의 대역 차원은 {\displaystyle n}이다. 또한, 이 경우, 모든 가군은 길이 {\displaystyle n} 이하의 자유 가군으로 구성된 사영 분해를 갖는다.

## 역사
힐베르트 삭망 정리는 체의 경우 다비트 힐베르트가 1890년에 증명하였다.:492, Theorem Ⅲ